# Zakynthos (Sohn des Dardanos)
Zakynthos (altgriechisch Ζάκυνθος Zákynthos) ist in der griechischen Mythologie als Sohn des Dardanos ein Enkel des Zeus und Gründer der ersten Siedlung auf der nach ihm benannten Insel Zakynthos im Ionischen Meer.
Zakynthos stammte aus der arkadischen Stadt Psophis und daher wurde laut Pausanias auch die Akropolis der Insel Psophis genannt. Nach Dionysios von Halikarnassos war Zakynthos der Sohn des Dardanos mit der Bateia, der Tochter des troischen Königs Teukros. In dieser Version ist er Bruder des Erichthonios und kam aus der Troas, um als erster die Insel zu besiedeln, die später Aeneas, einen Nachfahren des Erichthonios, auf seiner Flucht von Troja gastfreundlich aufnahm.